# Ferrero-Fieschi

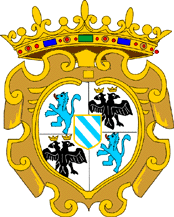
Stemma dei Ferrero-Fieschi, principi di Masserano

La Casata dei Ferrero-Fieschi, principi di Masserano (anche nota come Ferrero di Masserano, o impropriamente come solo Masserano), è stata una famiglia nobile di origini piemontesi, ramo cadetto della famiglia Fieschi di Genova, era in stretta parentela con Casa Savoia. 
A partire dal XVIII secolo, la famiglia si trasferì progressivamente in Spagna e Francia, entrando al servizio della corte spagnola, come militari e diplomatici.

## Storia

### Origini
Nel 1517 Filiberto, l'unico figlio maschio di Besso Ferrero, conte di Candelo, fu adottato dal protonotario Ludovico Fieschi, conte di Lavagna che acquistò il feudo di Masserano e gli annessi, sotto il controllo della Santa Sede. Ludovico stabilì che Filiberto fosse l'unico erede diretto dei suoi titoli e dei possedimenti. In cambio Filiberto avrebbe aggiunto al nome della propria famiglia e al proprio stemma quello dei Fieschi e avrebbe dovuto sposare una delle due nipoti di Ludovico (Anna ed Elisa) oppure di dotarle entrambe. In realtà poi non sposò nessuna delle due poiché nel 1522 si unì in matrimonio a Bartolomea Fieschi.

### Principi di Masserano
Questo fatto generò ovviamente dei malumori fra i parenti di Ludovico, fra cui il cugino Giovanni Giorgio che pretendeva la successione e i titoli per sé. Tuttavia nel 1533, grazie al favore e all'influenza dello zio cardinale Bonifacio Ferrero, Filiberto ottenne la conferma dei privilegi sia da Carlo V che da papa Paolo III, che ne riconobbe l'adozione. In cambio Filiberto fece sposare il suo secondogenito Besso con Camilla Sforza di Santa Fiora, nipote del papa, ottenendo così il 6 agosto 1547 l'elevazione del feudo a marchesato con bolla pontificia.
Una nuova svolta avvenne col nipote, Francesco Filiberto che Il 13 agosto 1598 riuscì ad ottenere da papa Clemente VIII il titolo di principe, anche grazie alle raccomandazioni di parenti influenti presso la curia romana. Il nuovo titolo introdusse Francesco Filiberto nella più alta società nobiliare dell'epoca. L'11 febbraio 1603 sposò, nel castello di Racconigi, la cugina Francesca (de) Grilliet. Nello stesso anno fu nominato generale di cavalleria nonché capo della nobiltà piemontese.
Nel 1597, la marchesa Claudia di Savoia di Racconigi, vedova del marchese Besso ed il figlio Francesco Filiberto (1576-1629) costruiscono come propria sede un nuovo palazzo, lasciando l'antico maniero tardo medievale. Nel 1614 alla famiglia è riconosciuta l'investitura imperiale per la contea di Lavagna in Liguria, concedendogli di apporre nel proprio blasone l'aquila bicipite imperiale. 
I principi sono anche vassalli dei Savoia per le contee e le signorie di Candelo, Gaglianico, Benna, Roasio, Zumaglia, Serravalle, Bornate, Beatino, Sandigliano, Vintebbio e Lozzolo.
Il 20 marzo 1767, Vittorio Filippo, diventato ambasciatore spagnolo, alienò il principato e il marchesato al re sabaudo Carlo Emanuele III per 400.000 lire, conservando i titoli ereditari e il potere di bassa giurisdizione. Il figlio e successore Carlo Sebastiano dovette subire l'occupazione napoleonica, il 13 dicembre 1798, e l'unione di Masserano e Crevacuore alla municipalità di Vercelli. Le decisioni del Congresso di Vienna, infine, sancirono la definitiva perdita dell'indipendenza dell'ex feudo pontificio e l'annessione al regno di Sardegna.

### In Spagna e in Francia

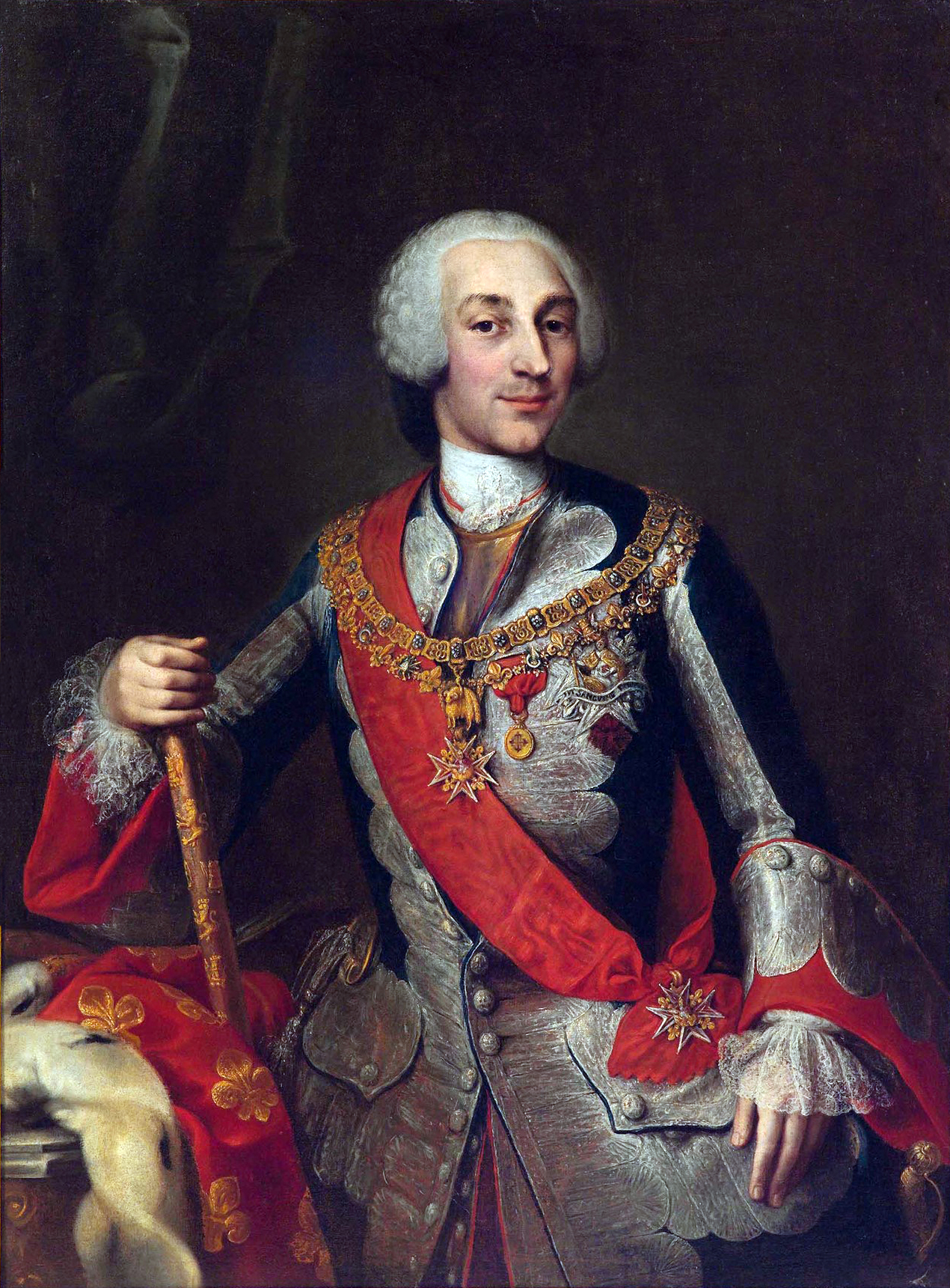
Vittorio Filippo, ambasciatore di Spagna a Londra, fu l'ultimo principe effettivo di Masserano.

A partire dal 1700, con Vittorio Amedeo, la famiglia si trasferì in Spagna, fino a stabilirvisi definitivamente. In Spagna e Francia la famiglia era nota anche con i nomi di Màseran o Masseran e nella forma francese di Fiesque de Masseran.
Vittorio Amedeo raggiunse la corte spagnola col fratello minore Giacinto, dove fu accolto dal re Filippo V, e col favore della regina Maria Luisa, con cui erano imparentati da parte materna, entrarono al servizio della corte borbonica. Scalarono rapidamente i gradi militari, ottenendo ripetutamente i maggiori ordini equestri spagnoli (tra cui il Toson d'oro) e il grandato di Spagna.
Il 6 marzo 1833, morì Carlo Ludovico, figlio di Carlo Sebastiano, ambasciatore spagnolo in Francia che si trasferì a Parigi, facendo costruire una residenza privata, nota col nome di Hotel de Masseran. La sorella di Carlo Ludovico, non avendo questi avuto figli, tentò di ottenere i titoli per sé, ma senza successo. Il ramo si estinse dunque, e i titoli e i privilegi passarono a Carlo Emanuele, parente più prossimo appartenente al ramo dei Ferrero della Marmora. L'erede fu confermato con decreto regio del parlamento, seguendo la linea maschile come contemplato nelle adozioni già fatte dai Fieschi e confermate dalle bolle del 1517 di papa Leone X.

## Albero genealogico
|                           |                           |                                                                             |                                                                             |                                                                               |                                                                               |                                                                               |                                                                               |                    |                                                                            |                                                                            |                                                  |                |                  |                  |             |          |                            |                            |                                                                                            |                                                                                            |                                                                                          |                                                                                          |                                                    |                      | |                        |                     |                   |                    |                    |       |       |         |         |
|                           |                           |                                                                             |                                                                             |                                                                               |                                                                               |                                                                               |                                                                               |                    |                                                                            |                                                                            |                                                  |                |                  |                  |             |          |                            |                            |                                                                                            |                                                                                            |                                                                                          |                                                                                          |                                                    |                      | Ludovico Fieschi adotta · Filiberto Ferrero-Fieschi · *1504 †1559 · capostipite = · sp. Bartolomea Fieschi-Savignone nel 1522 |                        |                     |                   |                    |                    |       |       |         |         |
|                           |                           |                                                                             |                                                                             |                                                                               |                                                                               |                                                                               |                                                                               |                    |                                                                            |                                                                            |                                                  |                |                  |                  |             |          |                            |                            |                                                                                            |                                                                                            |                                                                                          |                                                                                          |                                                    |                      | |                        |                     |                   |                    |                    |       |       |         |         |
|                           |                           |                                                                             |                                                                             |                                                                               |                                                                               |                                                                               |                                                                               |                    |                                                                            |                                                                            |                                                  |                |                  |                  |             |          |                            |                            |                                                                                            |                                                                                            |                                                                                          |                                                                                          |                                                    |                      | |                        |                     |                   |                    |                    |       |       |         |         |
|                           |                           |                                                                             |                                                                             |                                                                               |                                                                               |                                                                               |                                                                               |                    |                                                                            |                                                                            |                                                  |                |                  |                  |             |          | Sebastiano *1527 †1577     | Sebastiano *1527 †1577     | Besso Carlo *1528 †1584 sp. Camilla Sforza di Santa Fiora sp. Claudina di Savoia-Racconigi | Besso Carlo *1528 †1584 sp. Camilla Sforza di Santa Fiora sp. Claudina di Savoia-Racconigi | Laura                                                                                    | Laura                                                                                    | Bonifacio                                          | Bonifacio            | Ferdinando *1536 †1580 | Ferdinando *1536 †1580 | Cornelia            | Cornelia          | Ginevra            | Ginevra            | Livia | Livia | Semidea | Semidea |
|                           |                           |                                                                             |                                                                             |                                                                               |                                                                               |                                                                               |                                                                               |                    |                                                                            |                                                                            |                                                  |                |                  |                  |             |          |                            |                            |                                                                                            |                                                                                            |                                                                                          |                                                                                          |                                                    |                      | |                        |                     |                   |                    |                    |       |       |         |         |
|                           |                           |                                                                             |                                                                             |                                                                               |                                                                               |                                                                               |                                                                               |                    |                                                                            |                                                                            |                                                  |                |                  |                  |             |          |                            |                            |                                                                                            |                                                                                            |                                                                                          |                                                                                          |                                                    |                      | |                        |                     |                   |                    |                    |       |       |         |         |
|                           |                           |                                                                             |                                                                             |                                                                               |                                                                               |                                                                               |                                                                               |                    |                                                                            |                                                                            |                                                  |                |                  | Olimpia          | Olimpia     | Giulia   | Giulia                     | Beatrice                   | Beatrice                                                                                   | Costanza                                                                                   | Costanza                                                                                 | Francesco Filiberto †1629 sp. Francesca de Grillèt                                       | Francesco Filiberto †1629 sp. Francesca de Grillèt | Paola                | Paola |                        |                     |                   |                    |                    |       |       |         |         |
|                           |                           |                                                                             |                                                                             |                                                                               |                                                                               |                                                                               |                                                                               |                    |                                                                            |                                                                            |                                                  |                |                  |                  |             |          |                            |                            |                                                                                            |                                                                                            |                                                                                          |                                                                                          |                                                    |                      | |                        |                     |                   |                    |                    |       |       |         |         |
|                           |                           |                                                                             |                                                                             |                                                                               |                                                                               |                                                                               |                                                                               |                    |                                                                            |                                                                            |                                                  |                |                  |                  |             |          |                            |                            |                                                                                            |                                                                                            |                                                                                          |                                                                                          |                                                    |                      | |                        |                     |                   |                    |                    |       |       |         |         |
|                           |                           |                                                                             |                                                                             |                                                                               |                                                                               |                                                                               |                                                                               |                    |                                                                            |                                                                            |                                                  |                |                  |                  |             |          |                            | Carlo Fliberto *1605 †1624 | Carlo Fliberto *1605 †1624                                                                 | Paolo Besso *1608 †1667 sp. Margherita Del Carretto nel 1634                               | Paolo Besso *1608 †1667 sp. Margherita Del Carretto nel 1634                             | Scipione Camillo                                                                         | Scipione Camillo                                   | Lanfranco Bernardino | Lanfranco Bernardino | Vittorio Sebastiano    | Vittorio Sebastiano |                   |                    |                    |       |       |         |         |
|                           |                           |                                                                             |                                                                             |                                                                               |                                                                               |                                                                               |                                                                               |                    |                                                                            |                                                                            |                                                  |                |                  |                  |             |          |                            |                            |                                                                                            |                                                                                            |                                                                                          |                                                                                          |                                                    |                      | |                        |                     |                   |                    |                    |       |       |         |         |
|                           |                           |                                                                             |                                                                             |                                                                               |                                                                               |                                                                               |                                                                               |                    |                                                                            |                                                                            |                                                  |                |                  |                  |             |          |                            |                            |                                                                                            |                                                                                            |                                                                                          |                                                                                          |                                                    |                      | |                        |                     |                   |                    |                    |       |       |         |         |
|                           |                           |                                                                             |                                                                             |                                                                               |                                                                               |                                                                               |                                                                               |                    |                                                                            |                                                                            |                                                  |                |                  |                  |             |          |                            |                            | Francesco Filiberto Amedeo *1637 †1650                                                     | Francesco Filiberto Amedeo *1637 †1650                                                     | Francesco Ludovico *1638 †1683 sp. Francesca Maria Cristina Simiana di Pianezza nel 1660 | Francesco Ludovico *1638 †1683 sp. Francesca Maria Cristina Simiana di Pianezza nel 1660 |                                                    |                      | |                        |                     |                   |                    |                    |       |       |         |         |
|                           |                           |                                                                             |                                                                             |                                                                               |                                                                               |                                                                               |                                                                               |                    |                                                                            |                                                                            |                                                  |                |                  |                  |             |          |                            |                            |                                                                                            |                                                                                            |                                                                                          |                                                                                          |                                                    |                      | |                        |                     |                   |                    |                    |       |       |         |         |
|                           |                           |                                                                             |                                                                             |                                                                               |                                                                               |                                                                               |                                                                               |                    |                                                                            |                                                                            |                                                  |                |                  |                  |             |          |                            |                            |                                                                                            |                                                                                            |                                                                                          |                                                                                          |                                                    |                      | |                        |                     |                   |                    |                    |       |       |         |         |
|                           |                           |                                                                             |                                                                             |                                                                               |                                                                               |                                                                               |                                                                               |                    |                                                                            |                                                                            |                                                  |                |                  |                  |             |          | Paolo Alessandro           | Paolo Alessandro           | Carlo Besso *1663 †1720 sp. Cristina Ippolita di Savoia-Bresse nel 1686                    | Carlo Besso *1663 †1720 sp. Cristina Ippolita di Savoia-Bresse nel 1686                    | Giacinto Filiberto                                                                       | Giacinto Filiberto                                                                       | Antonio                                            | Antonio              | Federico Sebastiano | Federico Sebastiano    |                     |                   |                    |                    |       |       |         |         |
|                           |                           |                                                                             |                                                                             |                                                                               |                                                                               |                                                                               |                                                                               |                    |                                                                            |                                                                            |                                                  |                |                  |                  |             |          |                            |                            |                                                                                            |                                                                                            |                                                                                          |                                                                                          |                                                    |                      | |                        |                     |                   |                    |                    |       |       |         |         |
|                           |                           |                                                                             |                                                                             |                                                                               |                                                                               |                                                                               |                                                                               |                    |                                                                            |                                                                            |                                                  |                |                  |                  |             |          |                            |                            |                                                                                            |                                                                                            |                                                                                          |                                                                                          |                                                    |                      | |                        |                     |                   |                    |                    |       |       |         |         |
|                           |                           |                                                                             |                                                                             |                                                                               |                                                                               |                                                                               |                                                                               |                    | Vittorio Amedeo *1687 †1743 sp. Giovanna Irene Caracciolo il 5 giugno 1712 | Vittorio Amedeo *1687 †1743 sp. Giovanna Irene Caracciolo il 5 giugno 1712 | Sebastiano                                       | Sebastiano     | Francesa Delfina | Francesa Delfina | Giuseppe    | Giuseppe | Giudo Giacinto *1693 †1750 | Giudo Giacinto *1693 †1750 | Vittoria                                                                                   | Vittoria                                                                                   | Luigi Fedele                                                                             | Luigi Fedele                                                                             | Elena                                              | Elena                | Cristina | Cristina               | Giovanni Battista   | Giovanni Battista | Emanuele Filiberto | Emanuele Filiberto |       |       |         |         |
|                           |                           |                                                                             |                                                                             |                                                                               |                                                                               |                                                                               |                                                                               |                    |                                                                            |                                                                            |                                                  |                |                  |                  |             |          |                            |                            |                                                                                            |                                                                                            |                                                                                          |                                                                                          |                                                    |                      | |                        |                     |                   |                    |                    |       |       |         |         |
|                           |                           |                                                                             |                                                                             |                                                                               |                                                                               |                                                                               |                                                                               |                    |                                                                            |                                                                            |                                                  |                |                  |                  |             |          |                            |                            |                                                                                            |                                                                                            |                                                                                          |                                                                                          |                                                    |                      | |                        |                     |                   |                    |                    |       |       |         |         |
|                           |                           |                                                                             |                                                                             | Vittorio Filippo *1713 †1777 sp. Charlotte Louise de Rohan il 26 ottobre 1737 | Vittorio Filippo *1713 †1777 sp. Charlotte Louise de Rohan il 26 ottobre 1737 | Carmine Nicola *1718(?) †1748                                                 | Carmine Nicola *1718(?) †1748                                                 | Marino *1721 †1772 | Marino *1721 †1772                                                         | Maria Crstina                                                              | Maria Crstina                                    | Maria Costanza | Maria Costanza   | Maria Luisa      | Maria Luisa |          |                            |                            |                                                                                            |                                                                                            |                                                                                          |                                                                                          |                                                    |                      | |                        |                     |                   |                    |                    |       |       |         |         |
|                           |                           |                                                                             |                                                                             |                                                                               |                                                                               |                                                                               |                                                                               |                    |                                                                            |                                                                            |                                                  |                |                  |                  |             |          |                            |                            |                                                                                            |                                                                                            |                                                                                          |                                                                                          |                                                    |                      | |                        |                     |                   |                    |                    |       |       |         |         |
|                           |                           |                                                                             |                                                                             |                                                                               |                                                                               |                                                                               |                                                                               |                    |                                                                            |                                                                            |                                                  |                |                  |                  |             |          |                            |                            |                                                                                            |                                                                                            |                                                                                          |                                                                                          |                                                    |                      | |                        |                     |                   |                    |                    |       |       |         |         |
|                           |                           | non nato †1740                                                              | non nato †1740                                                              | Ferdinando Antonio *†1746                                                     | Ferdinando Antonio *†1746                                                     | Carlo Sebastiano *1760 †1826 sp. Adélaïde de Béthune-Chârost-Pologne nel 1776 | Carlo Sebastiano *1760 †1826 sp. Adélaïde de Béthune-Chârost-Pologne nel 1776 |                    |                                                                            |                                                                            |                                                  |                |                  |                  |             |          |                            |                            |                                                                                            |                                                                                            |                                                                                          |                                                                                          |                                                    |                      | |                        |                     |                   |                    |                    |       |       |         |         |
|                           |                           |                                                                             |                                                                             |                                                                               |                                                                               |                                                                               |                                                                               |                    |                                                                            |                                                                            |                                                  |                |                  |                  |             |          |                            |                            |                                                                                            |                                                                                            |                                                                                          |                                                                                          |                                                    |                      | |                        |                     |                   |                    |                    |       |       |         |         |
|                           |                           |                                                                             |                                                                             |                                                                               |                                                                               |                                                                               |                                                                               |                    |                                                                            |                                                                            |                                                  |                |                  |                  |             |          |                            |                            |                                                                                            |                                                                                            |                                                                                          |                                                                                          |                                                    |                      | |                        |                     |                   |                    |                    |       |       |         |         |
|                           |                           | Carolina Margherita *1778 †1849 sp. Aldonce Charles Joseph de Saint Sauveur | Carolina Margherita *1778 †1849 sp. Aldonce Charles Joseph de Saint Sauveur | Giuseppina Ludovica (o Luisa) *1779 †1847 sp. Charles-Joseph d'Ursel          | Giuseppina Ludovica (o Luisa) *1779 †1847 sp. Charles-Joseph d'Ursel          |                                                                               |                                                                               |                    |                                                                            | Carlo Ludovico *1782 †1833                                                 | Carlo Ludovico *1782 †1833                       |                |                  |                  |             |          |                            |                            |                                                                                            |                                                                                            |                                                                                          |                                                                                          |                                                    |                      | |                        |                     |                   |                    |                    |       |       |         |         |
|                           |                           |                                                                             |                                                                             |                                                                               |                                                                               |                                                                               |                                                                               |                    |                                                                            |                                                                            |                                                  |                |                  |                  |             |          |                            |                            |                                                                                            |                                                                                            |                                                                                          |                                                                                          |                                                    |                      | |                        |                     |                   |                    |                    |       |       |         |         |
|                           |                           |                                                                             |                                                                             |                                                                               |                                                                               |                                                                               |                                                                               |                    |                                                                            |                                                                            |                                                  |                |                  |                  |             |          |                            |                            |                                                                                            |                                                                                            |                                                                                          |                                                                                          |                                                    |                      | |                        |                     |                   |                    |                    |       |       |         |         |
| Jean Francois Charles-Leo | Jean Francois Charles-Leo | Marie Augustine Caroline                                                    | Marie Augustine Caroline                                                    | Louis Marie                                                                   | Louis Marie                                                                   | Adrien Marie                                                                  | Adrien Marie                                                                  | Auguste Marie      | Auguste Marie                                                              | Ramo della Marmora · Carlo Ferrero della Marmora                           | Ramo della Marmora · Carlo Ferrero della Marmora |                |                  |                  |             |          |                            |                            |                                                                                            |                                                                                            |                                                                                          |                                                                                          |                                                    |                      | |                        |                     |                   |                    |                    |       |       |         |         |

## Discendenza

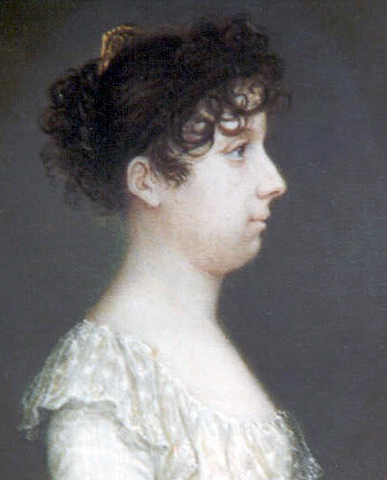
Giuseppina Luisa Ferrero-Fieschi, figlia di Carlo Sebastiano, sposò Charles-Joseph d'Ursel assumendo il titolo di duchessa d'Ursel.

Dalla famiglia Ferrero-Fieschi discende la linea principale dei membri della casa d'Ursel. Infatti la figlia di Carlo Sebastiano, Giuseppina Luisa sposò Charles-Joseph d'Ursel. Per questo Carlo Sebastiano era bisnonno di Joseph, VI duca d'Ursel che fu presidente del Senato del Belgio.